# باسیلیسک (مانگا)
باسیلیسک (به ژاپنی: バジリスク甲賀忍法帖, Basilisk Kōga Ninpō Chō) یک سری مانگا ژاپنی که توسط ماساکی سگاوا نوشته و مصورسازی شده‌است. این مجموعه از سال ۲۰۰۳ تا ۲۰۰۴ در مجله یانگ مگزین آپرز انتشارات کودانشا به چاپ می‌رسید. از روی نسخه مانگا یک سری انیمه ۲۴ قسمتی نیز توسط استودیوی گونزو تهیه گردید که از آوریل ۲۰۰۵ تا سپتامبر همان سال پخش شد.

## خلاصه داستان
در سپیده‌دم دوره آزوچی-مومویاما ژاپن (اواخر قرن شانزدهم میلادی)، دو خاندان نینجای رقیب به نام‌های ایگا تسوباگاکوره و کوگا مانجیدانی درگیر یک دشمنی خونین چندصدساله بودند. این نبردها سرانجام زمانی پایان یافت که هاتوری هانزو اول توانست با استخدام هر دو خاندان در خدمت توکوگاوا ایه‌یاسو (کسی که قدرت را به دست گرفت و به عنوان شوگون اولین حکومت متمرکز پایدار ژاپن را تشکیل داد)، آتش‌بسی بین آن‌ها برقرار کند.
با این حال، خصومت‌ها و کینه‌های قدیمی بین کوگا و ایگا باقی ماند و تنها همزیستی شکننده‌ای بین آن‌ها برقرار شد.
پس از گذشت سال‌ها، در سال ۱۶۱۴، ایه‌یاسو از قدرت کناره‌گیری کرد (اگرچه هنوز نفوذ قابل توجهی در حکومت داشت) و قدرت را به پسرش هیدتادا واگذار نمود. متأسفانه اختلافاتی درباره جانشینی بر سر این که کدام یک از نوه‌های ایه‌یاسو باید پس از کناره‌گیری پدرشان زمام امور را به دست بگیرند، به وجود آمد. درباریان مختلف شروع به جانبداری کردند و شوگان‌نشین توکوگاوا در آستانه فروپاشی داخلی قرار گرفت.